# Sorrento (Australia)
Sorrento è una città australiana, situata nello Stato di Victoria, nella Contea di Mornington Peninsula. Il paese dista 91 km da Melbourne. Al censimento del 2006, Sorrento aveva una popolazione di 1 529 abitanti.
La città è una tranquilla località balneare che si affaccia sulla baia di Port Phillip.
La borgata è stata intitolata a Sorrento, nota località turistica italiana.

## Storia
Nel 1803, nei pressi dell'attuale città, sulla Sullivan Bay, si insediarono i primi europei nello Stato di Victoria.
A causa della mancanza di acqua dolce l'insediamento fu abbandonato, e i coloni si trasferirono in Tasmania. In seguito il centro venne ripopolato e può vantare di aver avuto il primo tribunale, il primo ospedale pubblico, il primo ufficio postale dello Stato.
La città ha un certo numero di grandi dimore storiche e hotel che risalgono al 1860, la quasi totalità dei quali sono stati costruiti con pietra locale.
Nel 1870 è stato istituito il Sorrento Park, contiene diverse varietà di alberi, tra cui un pino d'Aleppo cresciuto dai semi portati dai soldati australiani di ritorno dalla Battaglia di Lone Pine.